# Samuel E. Smith
Samuel Emerson Smith, född 12 mars 1788 i Hollis, New Hampshire, död 3 mars 1860 i Wiscasset, Maine, var en amerikansk demokratisk politiker. Han var Maines guvernör 1831–1834.
Smith utexaminerades 1808 från Harvard, studerade juridik och inledde sedan sin karriär som advokat i Wiscasset. Senare arbetade han som domare.
Smith efterträdde 1831 Jonathan G. Hunton som guvernör och efterträddes 1834 av Robert P. Dunlap. Under Smiths ämbetsperiod som guvernör flyttade Maines lagstiftande församling från Portland till den nya huvudstaden Augusta. Samma år, 1832, gifte han sig med Louisa Sophia Fuller. Paret fick nio söner. Efter tiden som guvernör innehade Smith ännu en domarbefattning mellan 1835 och 1837.